# Catedral de Nuestra Señora de la Candelaria (Bisáu)
La Catedral de Bisáu o bien la Catedral de Nuestra Señora de la Candelaria (en portugués: Catedral de Bissau; Catedral de Nossa Senhora da Candelária) es una catedral católica en Bisáu, la capital del país africano de Guinea-Bisáu. Es el centro del catolicismo en Guinea-Bisáu. La catedral se encuentra bajo la diócesis de Bisáu, que fue creada en 1977. Se localiza en el centro de la ciudad de Bisáu, y se destaca por su función como un faro. Los servicios se llevan a cabo en el idioma portugués. 
La iglesia original fue construida en el estilo arquitectónico medieval en 1935. Construida en el mismo lugar, la catedral actual sustituyó a la iglesia original. Los arquitectos de la actual catedral fueron João Simões y Galhardo Zilhao. La construcción comenzó en 1945 y se terminó en 1950. Más tarde la renovación se atribuye al arquitecto Lucinio Cruz. La catedral ha sido sede de numerosas ceremonias de inauguración. Fue visitada el 27 de enero de 1990 por el papa Juan Pablo II. El 9 de agosto de 1998, el obispo Settimio Ferrazzetta dio un discurso importante en la catedral, en la que denunciaba la violencia en el país; fue enterrado en la catedral después de su muerte, al año siguiente.